# NGC 4625
NGC 4625は、りょうけん座の方角にある歪んだ矮小銀河である。この銀河は、かつては渦巻銀河と構造が似るSm銀河として分類されていた。この銀河は、マゼラン雲と似ていることから、マゼラン渦巻銀河と呼ばれることもある。

## 構造
大部分の渦巻銀河と異なり、NGC 4625は1本の渦状腕のみを持ち、非対称的な外見である。この銀河の非対称構造は、NGC 4618との重力相互作用の結果である可能性が指摘されている。このような非対称構造は、多くの相互作用銀河で共通に見ることができる。しかし、NGC 4618とNGC 4625の中の中性水素の観測では、NGC 4625は重力相互作用の影響を受けていないように見える。これは、NGC 4625の1本腕が銀河自体の固有の過程に由来する可能性を示している。

## 周囲
前述のように、NGC 4625はNGC 4618と相互作用している。